# BYOD
Донеси своето устройство или на английски известно като BYOD (Bring Your Own Device, също и вариантите bring your own technology (BYOT), bring your own phone (BYOP), и bring your own PC (BYOPC) или донеси своя технология, донеси своя телефон, донеси своето PC) e вътрешна фирмена политика, а след общото въвеждане на електронни образователни платформи и учебна практика, при която се позволява на работещите и учащите да носят свои устройства и технологии като лаптопи, таблети и смартфони, и други устройства на работа и учебни зали, и да ползват тези устройства за достъп до вътрешната фирмена информация, програми, приложения и т.н. или до вътрешната университетска мрежа (intranet). Терминът е също така използван, за да опише приложението му и мобилното му приложение в практиката, при което учащи и обучаващи се студенти носят своите устройства в образователните сгради, или по време на курсове и лекции. Обикновено се приема, че компаниите и университетите които приемат тази практика са в по-гъвкави и мобилно адаптирани.
В интернет са разпространени и шеги с тази възможност и практика, като обикновено това са изображения от университетски лекции, на които студентите са си донесли други алтернативни, а в някои случаи необходими "устройства" като котлон и тиган за палачинки , тостер за гофрети и дори котка.

### BYOD старегии в образованието
Един от примерите за интегриране  на този вид смесеното обучение (традиционно, традиционалистко и мобилно) е именно стратегията BYOD (Bring Your Own Device – Донеси своето собствено устройство), която представлява по същество включване и дори ефективното използване на всички преносими (вкл. напр. handheld devices) устройства, технологии, които са собствени на обучаемия, и които по една или друга причина стават необходими за процеса на обучение. За целта дори се създава с помощта на преподавателите, преподаватели програмисти и други преподаватели в областта на технологиите и тяхното разнообразно приложение, определена организация на учебния процес, която може да позволяви, чрез използването на напр. специализиран софтуер и други нарочно инсталирани приложни платформи обучаемия дори да извършва определени дейности с чел обучевие, което може да става и в група или също самостоятелно за постигането на образователни задачи и конкурентност в образованието. Предимствата на BYOD са видими, значими и дори неотменими, особено при стратегията, при която някои образователни възможности могат да бъдат разкрити и активирани, например основно чрез анализа на някои фактори, имащи отношение към ефективността на образователния процес, трудовото и студентско право, а именно най-общо „финансови ресурси, мотивация за обучение и достъпност на учебните средства и материали“ 